# グレナダの都市の一覧

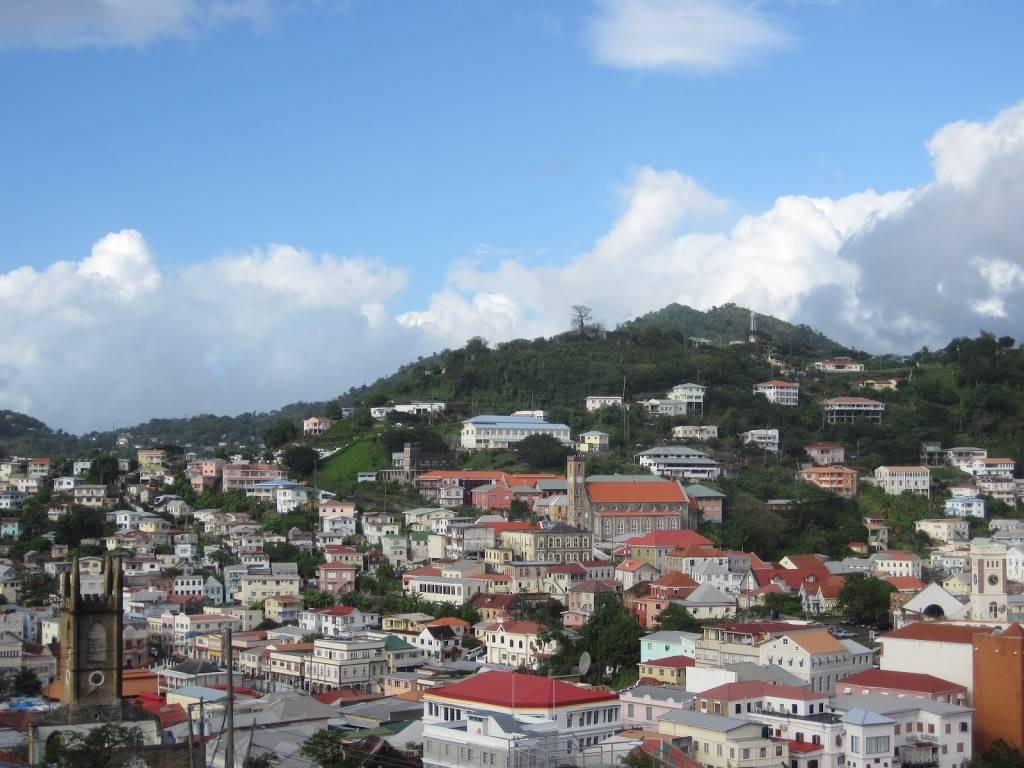
グレナダの首都であるセントジョーンズ

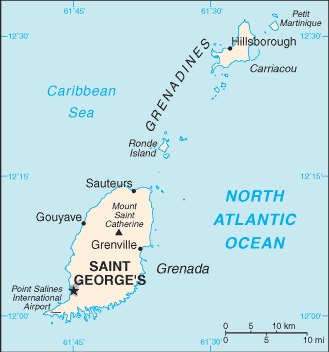
グレナダの地図

グレナダの都市の一覧（グレナダのとしのいちらん）は、グレナダの都市についての一覧である。
グレナダでは規模の大きい都市は数えるほどで、唯一市（City）と呼べるのは首都セントジョージズ都市圏ぐらいである。他は町（Town）や村（Village）といった小規模なものとなる。総人口は2021年時点で約11.4万人であるが、総人口に占める国内の都市人口率は36.7パーセントとあまり都市化が進んでいない。総人口の3分の1はセントジョージズ都市圏（セント・ジョージ教区に比定される）に住んでいる。

## 行政区画の中心地一覧 (2013年)
行政区画（行政教区・属領）の中心地の、人口順位（2013年推計）。
| 順 位 | 都市名               | 現地名         | 人口  | 行政区画                                   | 備考                                       | 出 典 |
| ----- | -------------------- | -------------- | ----- | ------------------------------------------ | ------------------------------------------ | ----- |
| 1     | セントジョージズ     | Saint George's | 5,796 | セント・ジョージ教区                       | 同国首都。都市圏人口は39,000人（2018年）。 | [ 3 ] |
| 2     | グヤヴェ             | Gouyave        | 2,991 | セント・ジョン教区                         |                                            | [ 4 ] |
| 3     | グレンヴィル         | Grenville      | 2,411 | セント・アンドリュー教区                   |                                            | [ 5 ] |
| 4     | ヴィクトリア         | Victoria       | 2,331 | セント・マーク教区                         | 教区人口の半数が居住している。             | [ 6 ] |
| 5     | セント・デイヴィッズ | Saint David’s  | 1,343 | セント・デイヴィッド教区                   |                                            | [ 7 ] |
| 6     | ソーターズ           | Sauteurs       | 1,294 | セント・パトリック教区                     |                                            | [ 8 ] |
| 7     | ヒルズボロ           | Hillsborough   | 811   | カリアクおよびプティト・マルティニーク属領 | カリアク島に所在。                         | [ 9 ] |

## その他の都市
- ベルモント（英語版） (Belmont)
- カリヴィニー（英語版） (Calivigny)
- シャンティメル（英語版） (Chantimelle)
- グランド・ロイ（英語版） (Grand Roy)
- マーキー（英語版） (Marquis)
- チボリ（英語版） (Tivoli)
- ユニオン・ヴィレッジ（英語版） (Union Village)
- ウィリス（英語版） (Willis)